# Храм Покрова Пресвятой Богородицы (Рыльск)
Храм Покрова́ Пресвято́й Богоро́дицы (Покро́вский храм) — православный храм в городе Рыльске Курской области, располагающийся на северо-западном углу улиц Ленина (ранее — Преображенской) и Карла Либкнехта (ранее — Выходцевской) по адресу улица Ленина, 54. Построен в 1822 году в классическом стиле на средства купцов Севастиана и Фёдора Андрониковых из рода Шелеховых. Представляет собой кирпичный, одноглавый, крестово-купольный храм с примыкающей многоярусной колокольней; имеет три престола: средний — Покрова Пресвятой Богородицы, левый — святой мученицы Параскевы, правый — архангела Михаила и святого Иоанна Златоуста. Памятник архитектуры федерального значения.

## История

### Предыстория и строительство
Храм Покрова Пресвятой Богородицы возведён в 1822 году на средства купцов Севастиана и Фёдора Андрониковых из рода Шелеховых, к которому принадлежал знаменитый мореплаватель Григорий Иванович Шелихов, основавший первые русские поселения в Северной Америке. Автор проекта и строители церкви не установлены. Вместе с тем, согласно записям в клировых ведомостях Покровской церкви о сохранившихся с 1774 года исповедных росписях и метрических книгах, храм функционировал уже во второй половине XVIII века, а 1822 год, возможно, является годом постройки нового здания.

### До Октябрьской революции

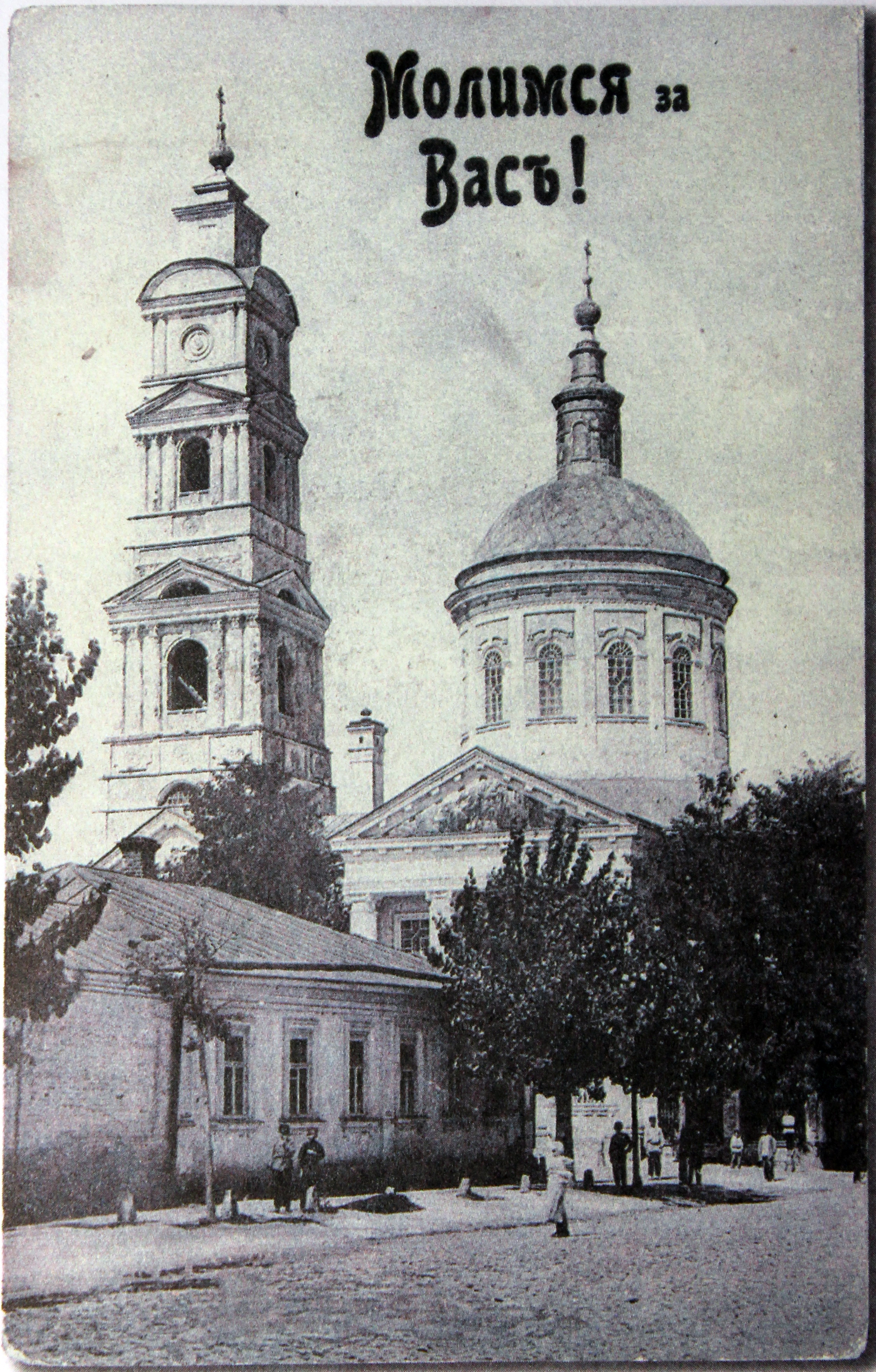
Покровский храм города Рыльска. Открытое письмо 1910 г. (Открытки Маркова, Киев, Крещатик, 41)

В здании храма неоднократно проводился ремонт: в 1864 году перекрыта железная крыша, в 1884 году церковь оштукатурена и покрашена, в 1895 году в храме устроено калориферное отопопление. Очередное обновление здания производилось в 1905 году: фасады и интерьеры приобрели штукатурный декор в стиле псевдобарокко. Примерно в это же время к южному фасаду колокольни храма была пристроена паперть.
По состоянию на 1915 год в собственности Покровского храма находилось 452 десятины земли, из которых пахотными были только 306 десятин, а остальная площадь требовала рекультивации и не использовалась. Церковные земли были малоплодородными, приносили доход от сдачи в аренду в размере 3360 рублей. Храму принадлежало также двухэтажное здание, примыкающее к колокольне, на нижнем этаже которого располагалась сторожка, свечная лавка, книжный склад учебников для церковных школ и книжный склад братства Рыльска во имя преподобного Серафима, а на верхнем этаже — двухклассная церковно-приходская школа. К приходу церкви относилась часть жителей города Рыльска (102 дома: 361 мужчина и 375 женщин), жители деревень Висколь, Волынка, Покровская (118 домов: 464 мужчины и 449 женщин). В общей сложности приход храма к 1917 году насчитывал 220 домов, в них 825 мужчин и 824 женщины. При храме действовали три школы: одна двухклассная образцовая церковно-приходская школа в городе Рыльске (законоучитель и заведующий — священник Василий Иоакимович Каллистратов (1915)) и по одной церковно-приходской школе в деревнях Волынка и Покровская (заведующий — священник Василий Николаевич Никольский). По состоянию на 1915 год в церковно-приходских школах храма обучалось 167 мальчиков и 32 девочки. В церковной библиотеке хранилось 55 книг. В причте храма Покрова Пресвятой Богородицы до 1917 года состояло два священника и псаломщик.
В Покровском храме находились три старинные иконы: первая — икона Покрова Пресвятой Богородицы, на оборотной стороне которой имелась надпись, что она была «поновлена в 1704 году поповичем Алексеем, а когда и кем написана — неизвестно»; вторая — икона святого Иоанна Воина; третья — икона святой великомученицы Параскевы Пятницы, перенесённая в Покровский собор из сгоревшей 17 (29) мая 1865 года Пятницкой церкви.

### После Октябрьской революции
После принятия декрета СНК РСФСР от 23 января (5 февраля) 1918 года об отделении церкви от государства и школы от церкви храм Покрова Пресвятой Богородицы продолжал функционировать на основании заключённого 17 мая 1919 года договора общины прихожан с Рыльским городским Советом рабочих, крестьянских и красноармейских депутатов. В соответствии с декретом ВЦИК от 23 февраля 1922 года из храма было произведено изъятие 39 предметов общим весом 1 пуд 22 фунта и 38 золотников. В 1930-х годах церковное здание использовалось в качестве зернохранилища. В этот период в храме были разобраны полы, сняты наличники, повреждены росписи на стенах.
В годы Великой Отечественной войны после освобождения Рыльска от немецко-фашистских захватчиков службы в Покровском храме были возобновлены в 1943 году, а 5 января 1945 года между гражданами г. Рыльска и Рыльским райисполкомом был заключён договор о передаче здания церкви в бессрочное пользование. На средства общины верующих в 1946 году построена сторожка, в 1954 году произведён ремонт храма, заключавшийся в побелке, покраске и восстановлении живописи, однако проведённые работы оценены как неудачные. В 1956 году начато изготовление нового иконостаса для правого придела. В 1960-х годах был запрещён колокольный звон. У входа в храм по всем православным праздникам дежурили учителя и комсомольцы: посещавших храм школьников не принимали ни в пионеры, ни в комсомол.
В 1970-е годы в храме были выполнены существенные ремонтно-строительные работы: заменены купольные перекрытия крыш, произведена отделка фасада, в церковном дворе построены небольшая трапезная, канцелярия, крестильный домик и свечная лавка. Внутри храма была произведена роспись стен и купола, а также устроен новый иконостас, который, однако, в художественном отношении значительно уступает первозданному резному деревянному позолоченному иконостасу.
25 октября 1990 года согласно Закону РСФСР «О свободе вероисповеданий» произведена регистрация религиозного объединения Православный приход Покровского храма Курской епархии Русской Православной Церкви (Московский патриархат). В сентябре 1991 года Покровский храм посетил Патриарх Московский и всея Руси Алексий II, который во главе делегации российских священнослужителей пребывал в Курской епархии и совершил экскурсию в санаторий «Марьино» (бывшая усадьба князей Барятинских), расположенный в Рыльском районе. Совершив молитву в Покровском храме, Алексий II выступил перед сотнями рылян. В соответствии с Федеральным законом «О свободе совести и о религиозных объединениях» от 26 сентября 1997 года зарегистрирована религиозная организация Покровский приход в г. Рыльске.
В 1990-е и 2000-е годы были обновлены луковки и кресты, произведён ремонт крыши, полы в храме вымощены керамической плиткой, на прилегающей к храму территории уложен асфальт, установлена ажурная металлическая ограда. Также было капитально отремонтировано старинное двухэтажное здание, расположенное у колокольни храма, в котором до революции размещалась двухклассная церковно-приходская школа, а в последнее время до 1992 года — общежитие педагогического училища. Теперь в отремонтированном здании проводятся занятия воскресной школы и учащихся кадетского казачьего корпуса.
В настоящее время храм является действующим.

## Архитектура и убранство

### Храм
Храм кирпичный, одноглавый, крестово-купольный, построен в стиле классицизма, имеет форму восьмиугольника со слегка выпуклыми между портиками четырьмя сторонами, благодаря чему создаётся впечатление о круглой форме основного объёма. Портики четырёхколонные, украшены резными карнизами, колоннада с алтарной (восточной) стороны прислонена к стене. Окна на фасадах храма располагаются в два света; окна нижнего света более высокие, имеют прямоугольную форму и оснащены коваными решётками. До нашего времени сохранились глухие кованые металлические двери. Фасады оштукатурены и окрашены в белый и салатовый цвета.
Мощный купол, опирающийся на высокий барабан и четыре столба изнутри, венчает центральный объём здания и поддерживает цилиндрической формы фонарь, являющийся основанием завершающей главки.

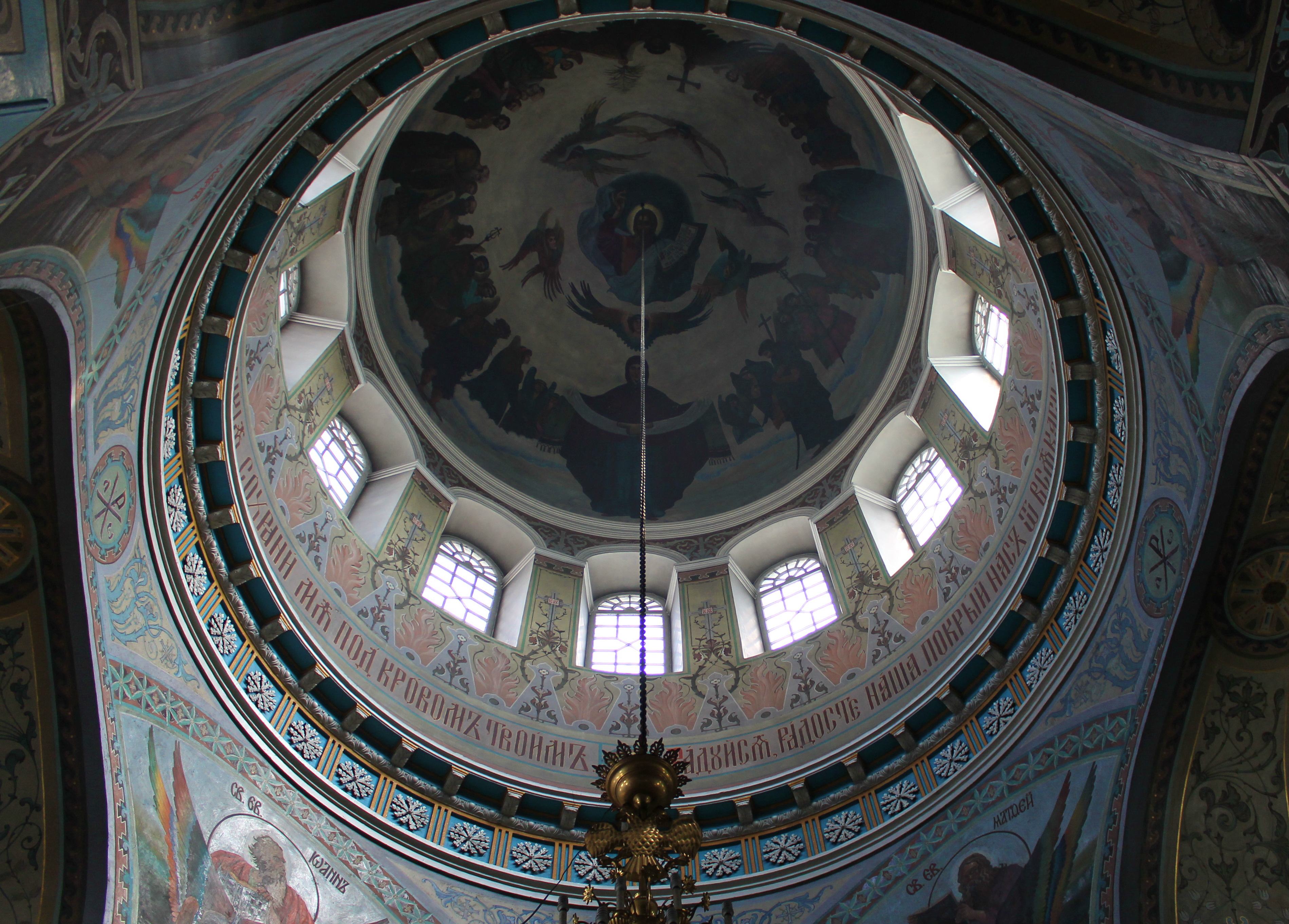
Роспись купола и светового барабана

Храм имеет три престола: средний — Покрова Пресвятой Богородицы, левый — святой мученицы Параскевы, правый — архангела Михаила и святого Иоанна Златоуста.

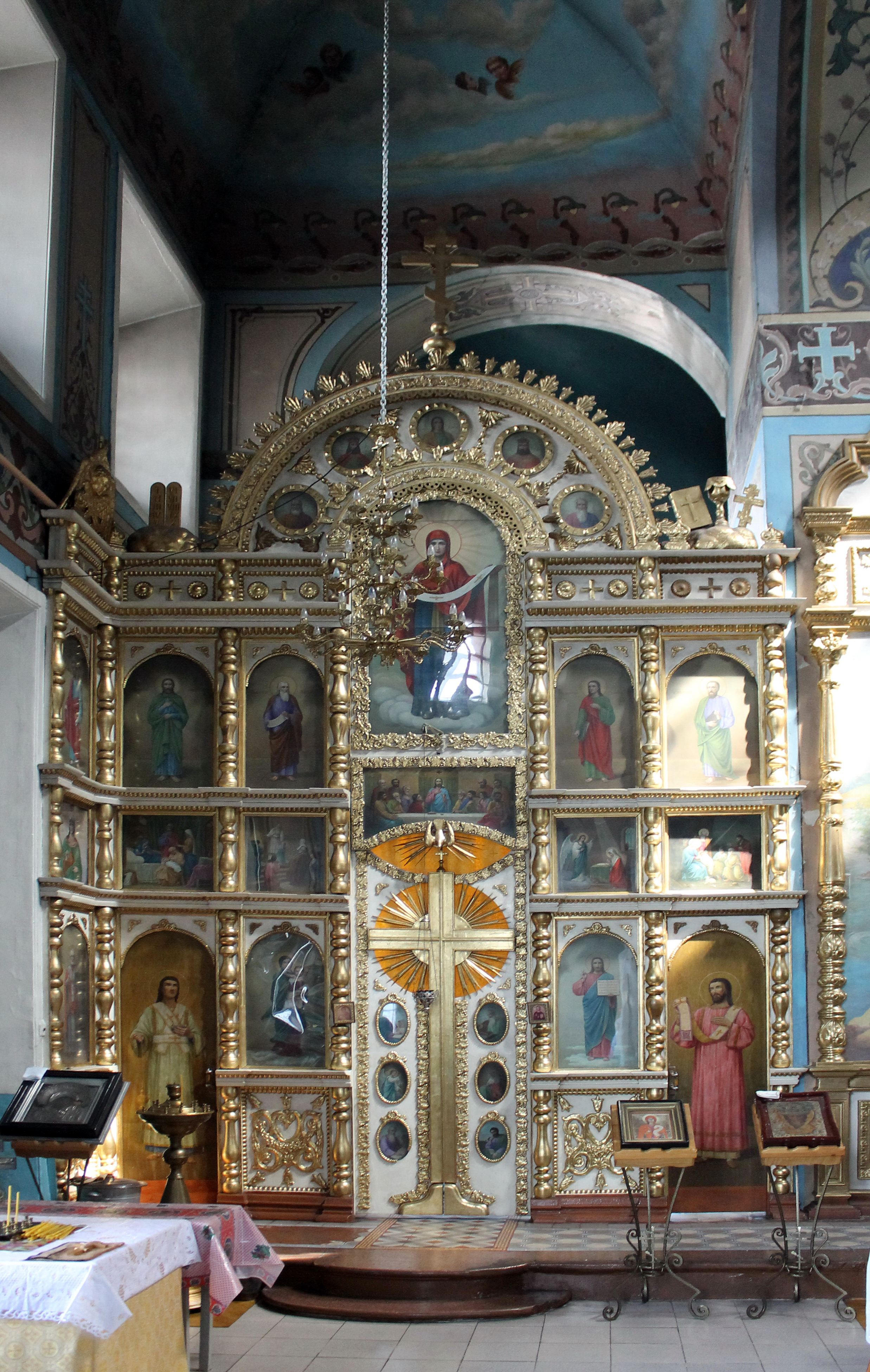
Иконостас левого придела во имя святой мученицы Параскевы
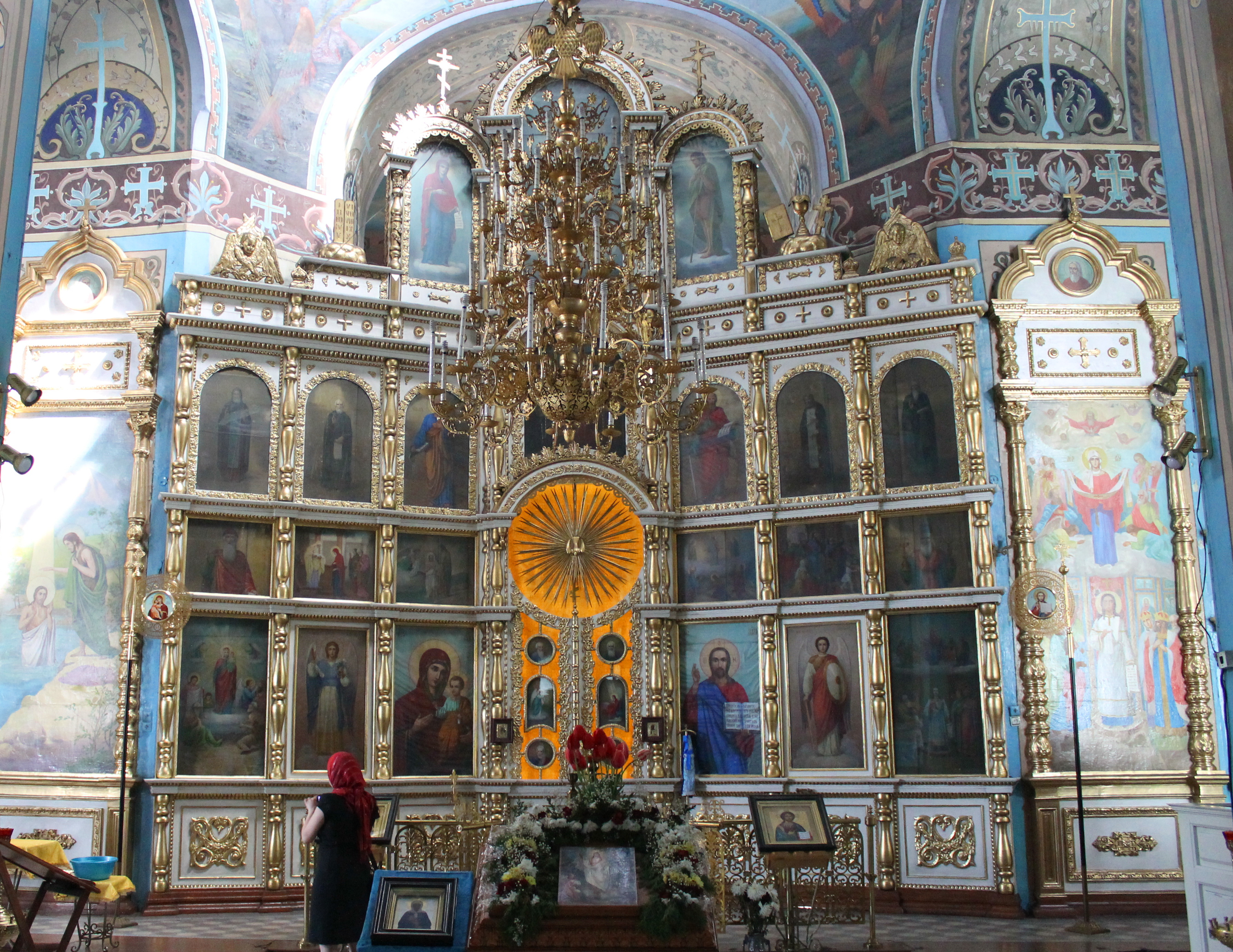
Иконостас главного престола во имя Покрова Пресвятой Богородицы
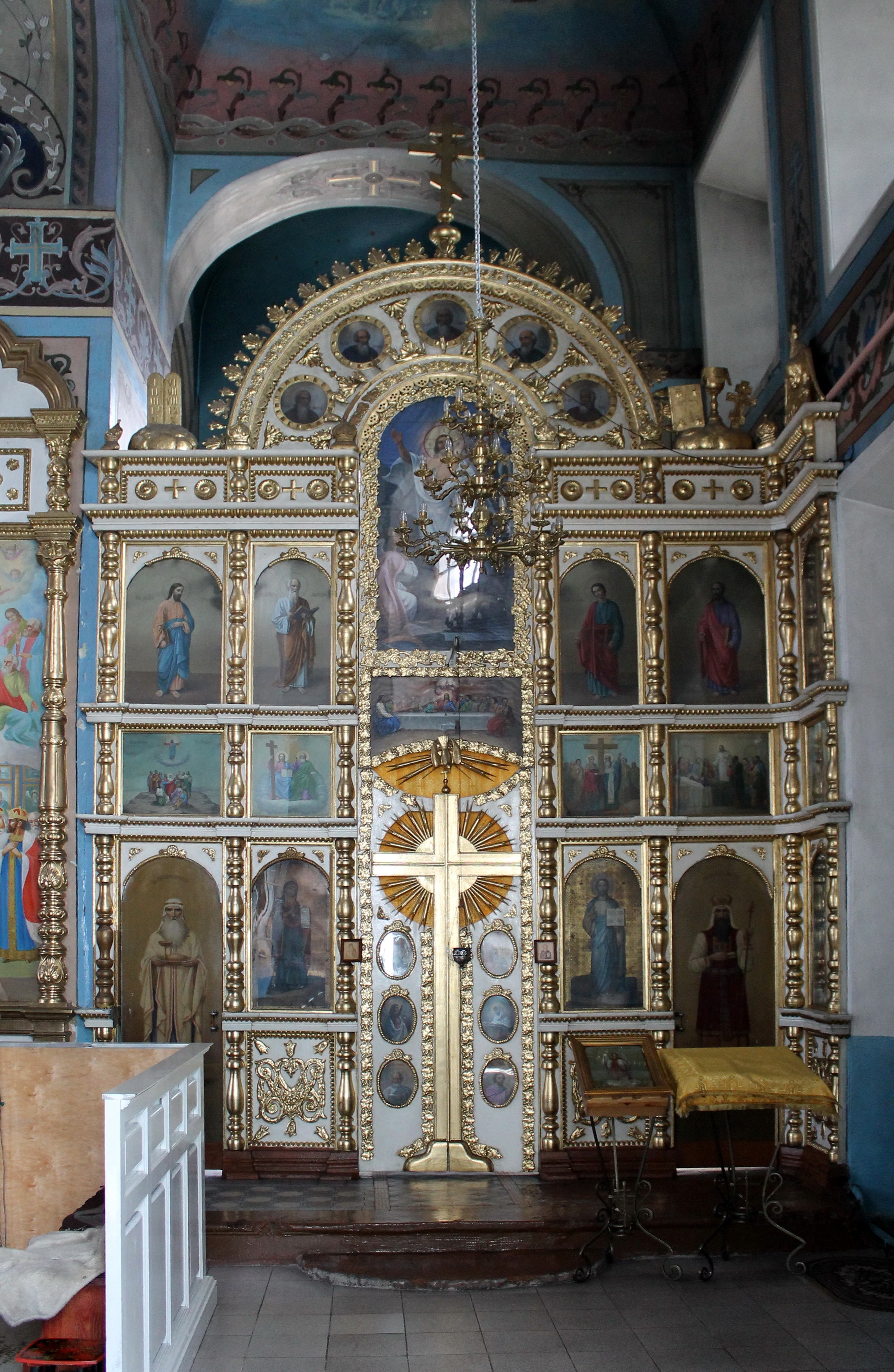
Иконостас правого придела во имя архангела Михаила и святого Иоанна Златоуста

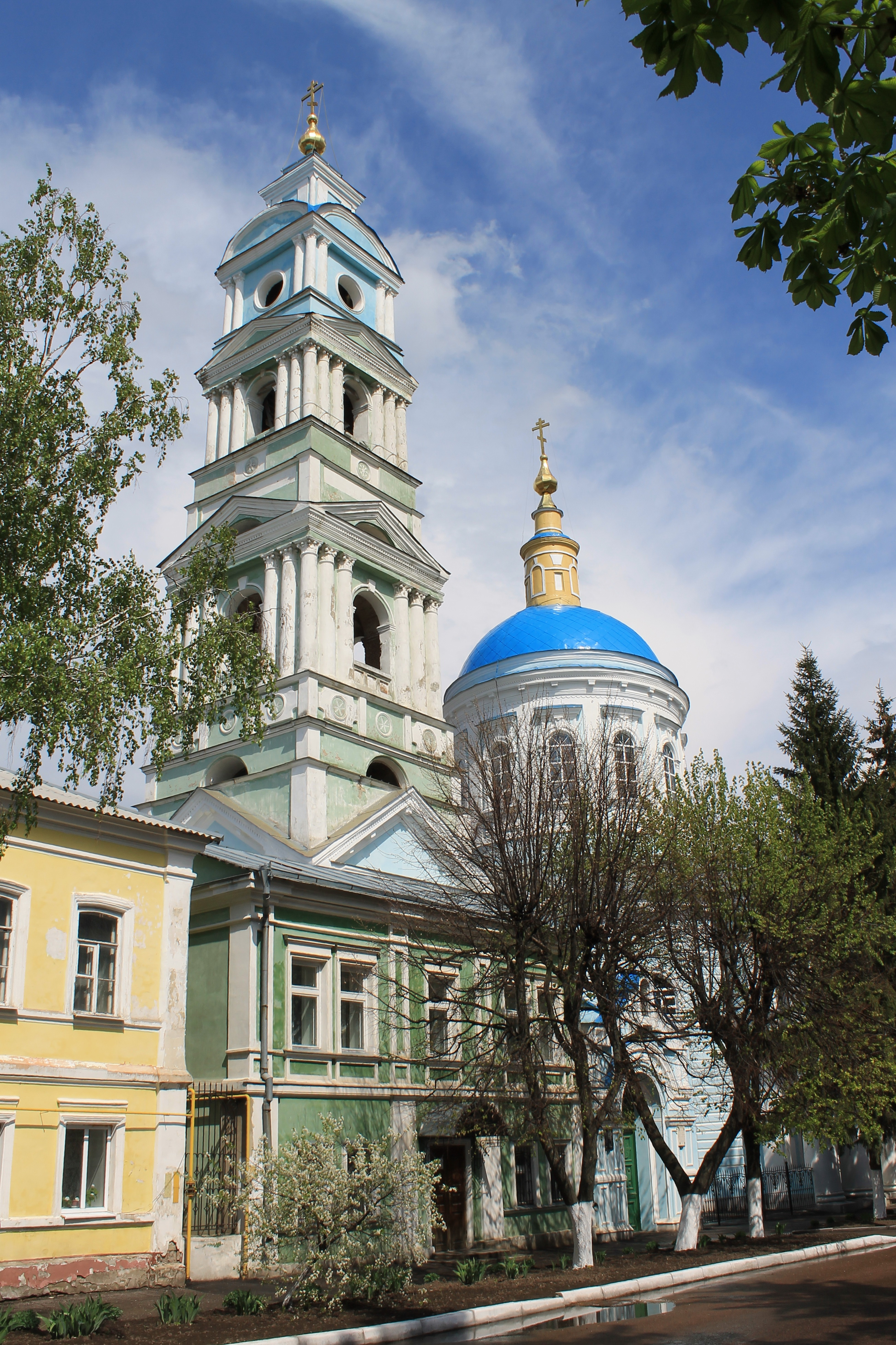
Колокольня Покровского храма. На переднем плане — двухэтажное здание воскресной школы

### Колокольня
Колокольня примыкает к храму с западной стороны, имеет высоту 50 метров и является почти точной копией колокольни Успенского собора Рыльска. Колокольня стоит на четырёх массивных пилонах, образующих три входа в храм по двум пересекающимся под прямым углом в виде креста коридорам. Её стройность обусловлена чётким пропорциональным ритмом убывающих кверху ярусов. Углы колокольни обрамлены пучками из пяти полуколонн с неприметными базами и капителями. С южной стороны к колокольне пристроена паперть.

## Духовенство
- Настоятель храма — протоиерей Владимир Ефремов[20]

## Комментарии
1. ↑  Постановление Совета Министров РСФСР № 1327, приложение 1 от 30 августа 1960 года[1].
2. ↑  Протоиерей Василий Иоакимович Каллистратов служил в Покровском храме с 1915 по 1934 год, был арестован и расстрелян в 1936 году. Василий Каллистратов — отец известной правозащитницы, члена Московской Хельсинкской группы С. В. Каллистратовой[8][10][16].
3. ↑  Свидетельство № 135 от 6 февраля 1992 года[14].
4. ↑  Свидетельство о регистрации № 126-р от 9 ноября 1997 года[14].